# 小原沢重頼
小原沢 重頼（こはらざわ しげより、1969年8月9日 - ）は、埼玉県三郷市出身の元プロ野球選手（投手）。右投右打。

## 来歴・人物
小学2年の時に野球を始め、中学3年の時に投手となる。
浦和実業高から、首都大学野球連盟に加盟する城西大学に進学。1年春から登板し、2年の時にリリーフから先発に転向する。大学時代は、伸びのある速球と縦に大きく割れるカーブを武器に1部通算43登板20勝8敗、通算防御率1.80の成績を残した。3年次の秋には5勝1敗、防御率0.68の成績をマークし最優秀投手賞とベストナインを獲得している。4年夏には全日本メンバーにも選ばれた。
1991年のプロ野球ドラフト会議で読売ジャイアンツから2位指名を受け入団。
1992年4月8日、阪神タイガース戦（東京ドーム）でプロ初登板し、4月21日のヤクルトスワローズ戦(神宮球場）でプロ初勝利を挙げる。しかし、その後は故障や不振(特に与四球率6.90という制球難)による低迷や選手層の厚さで一軍登板が遠のき、1995年から背番号も15から62に変更される。同年は3年ぶりに一軍に昇格し17試合登板し8月31日の中日ドラゴンズ戦（ナゴヤ球場）では3年ぶりの先発も務めた。
1996年は中継ぎで22試合に登板し、自己最高の2勝(4敗)を挙げたが四球の多さは改善できず。1998年から榎康弘との交換トレードで千葉ロッテマリーンズに移籍。巨人では投手層の厚さに泣き、ロッテでは先発投手として期待されたが、オープン戦で肩を痛め一軍未登板で同年オフに現役を引退。
引退後の1999年から2003年まで妻の実家が経営する株式会社夢やに勤めた。小売店のフランチャイズ事業を運営、堅実な会社員生活を送っていることが報じられた。
2004年から2006年は大学時代の同僚が監督を務める明星大学野球部で投手コーチを務めた。2007年には社会人野球・ジャパンエクスプレス監督に就任するも、経営陣が刷新され活動がないまま廃部となる。再び明星大学野球部コーチを務め、2010年からは城西大学野球部の監督に就任。2019年秋季より監督を退き、スカウティング等を担当することになった。
2020年4月より、母校の浦和実業学園高校野球部の投手コーチに就任。2022年秋より、同校野球部監督に就任し一年間指揮を執った後、2023年秋より再び同校野球部コーチ。

## 詳細情報

### 年度別投手成績
| 年 度     | 球 団     | 登 板 | 先 発 | 完 投 | 完 封 | 無 四 球 | 勝 利 | 敗 戦 | セ 丨 ブ | ホ 丨 ル ド | 勝 率 | 打 者 | 投 球 回 | 被 安 打 | 被 本 塁 打 | 与 四 球 | 敬 遠 | 与 死 球 | 奪 三 振 | 暴 投 | ボ 丨 ク | 失 点 | 自 責 点 | 防 御 率 | W H I P |
| --------- | --------- | ----- | ----- | ----- | ----- | -------- | ----- | ----- | -------- | ----------- | ----- | ----- | -------- | -------- | ----------- | -------- | ----- | -------- | -------- | ----- | -------- | ----- | -------- | -------- | ------- |
| 1992      | 巨人      | 6     | 4     | 0     | 0     | 0        | 1     | 2     | 0        | --          | .333  | 117   | 25.0     | 28       | 5           | 14       | 1     | 1        | 16       | 4     | 0        | 19    | 18       | 6.48     | 1.68    |
| 1995      | 巨人      | 17    | 1     | 0     | 0     | 0        | 0     | 1     | 0        | --          | .000  | 106   | 22.0     | 24       | 4           | 20       | 2     | 1        | 13       | 1     | 0        | 16    | 16       | 6.55     | 2.00    |
| 1996      | 巨人      | 22    | 0     | 0     | 0     | 0        | 2     | 4     | 0        | --          | .333  | 127   | 28.0     | 22       | 6           | 21       | 2     | 2        | 25       | 3     | 1        | 21    | 20       | 6.43     | 1.54    |
| 1997      | 巨人      | 2     | 0     | 0     | 0     | 0        | 0     | 0     | 0        | --          | ----  | 11    | 2.0      | 1        | 0           | 4        | 0     | 0        | 1        | 0     | 0        | 2     | 2        | 9.00     | 2.50    |
| 通算：4年 | 通算：4年 | 47    | 5     | 0     | 0     | 0        | 3     | 7     | 0        | --          | .300  | 361   | 77.0     | 75       | 15          | 59       | 5     | 4        | 55       | 8     | 1        | 58    | 56       | 6.55     | 1.74    |

### 記録
- 初登板：1992年4月8日、対阪神タイガース2回戦（東京ドーム）、6回表に3番手で登板・完了、2回無失点
- 初先発・初勝利：1992年4月21日、対ヤクルトスワローズ1回戦（神宮球場）、5回2/3を3失点

### 背番号
- 15（1992年 - 1994年）
- 62（1995年 - 1997年）
- 30（1998年）